# Echinocereus knippelianus
Echinocereus knippelianus (укр. Ехіноцереус Кніппеля, Ехіноцереус кніппеліанус) — сукулентна рослина з роду ехіноцереус родини кактусових. Місцева назва виду — Peyote Verde.

## Етимологія
Видова назва дана на честь К. Кніппеля, торговця кактусами.

## Зовнішній вигляд
Рослина спочатку куляста, пізніше циліндрична, стебла до 6 см в діаметрі і 10 см заввишки, що утворюють скупчення за рахунок пагоноутворення. Епідерміс блакитно-зелений. Ребра округлі, широкі, малочисельні. Ареоли з жовтуватими щетинкоподібними колючками. Квіти рожеві, близько 3 см в діаметрі.
Батьківщина цих кактусів — Мексика (Коауїла, Нуево-Леон), де вони ростуть на висотах до 2 200 м над рівнем моря.

## Різновиди
- Echinocereus knippelianus v. kruegeri